# Veischedetalbahn
| Wagen 11 |            |                                      |                                      |
| Streckenlänge: | 8,0 km     |                                      |                                      |
| Stromsystem: | 600 Volt = |                                      |                                      |
| Maximale Neigung: | 18 ‰       |                                      |                                      |
| Streckengeschwindigkeit: | 18 km/h    |                                      |                                      |
| |            |                                      |                                      |
| \| \| \| Kalkbahn vom Steinbruch \| \| \| \| \| Depot in Trockenbrück \| \| \| \| \| Lenne \| \| \| \| 0,0 \| Grevenbrück Bahnhof \| 254 m \| \| \| 0,2 \| Ruhr-Sieg-Strecke / BÜ Kölner Straße \| Ruhr-Sieg-Strecke / BÜ Kölner Straße \| \| \| 1,6 \| Förde \| 266 m \| \| \| 3,2 \| Bonzel \| 279 m \| \| \| 6,3 \| Bilstein \| 312 m \| \| \| 8,0 \| Kirchveischede Jägerhof \| 328 m \| |            |                                      |                                      |
| U-Bahn-Abzweig von links und von rechts (Strecke außer Betrieb) · U-Bahn-Strecke von rechts (außer Betrieb) |            | Kalkbahn vom Steinbruch              | Kalkbahn vom Steinbruch              |
| U-Bahn-Strecke (außer Betrieb) · U-Bahn-Betriebs-/Güterbahnhof Streckenende (Strecke außer Betrieb) |            | Depot in Trockenbrück                | Depot in Trockenbrück                |
| U-Bahn-Brücke über Wasserlauf (Strecke außer Betrieb) |            | Lenne                                | Lenne                                |
| U-Bahn-Abzweig geradeaus, nach links und von links (Strecke außer Betrieb) · U-Bahn-Kopfbahnhof Streckenende und quer (Strecke außer Betrieb) | 0,0        | Grevenbrück Bahnhof                  | 254 m                                |
| U-Bahn-Bahnübergang (Strecke außer Betrieb) | 0,2        | Ruhr-Sieg-Strecke / BÜ Kölner Straße | Ruhr-Sieg-Strecke / BÜ Kölner Straße |
| U-Bahn-Haltepunkt / Haltestelle (Strecke außer Betrieb) | 1,6        | Förde                                | 266 m                                |
| U-Bahn-Haltepunkt / Haltestelle (Strecke außer Betrieb) | 3,2        | Bonzel                               | 279 m                                |
| U-Bahn-Haltepunkt / Haltestelle (Strecke außer Betrieb) | 6,3        | Bilstein                             | 312 m                                |
| U-Bahn-Kopfbahnhof Streckenende (Strecke außer Betrieb) | 8,0        | Kirchveischede Jägerhof              | 328 m                                |

Die Veischedetalbahn war eine Oberleitungsbus-Strecke – damals noch Gleislose Bahn genannt – im Sauerland. Die Strecke durch das Tal der namensgebenden Veischede bestand zwischen dem 29. Mai 1904 und dem 1. Oktober 1916; sie wurde von der Elektrischer Kraftwagenbetrieb mit Oberleitung für das Veischedetal GmbH zu Bilstein betrieben.

## Geschichte

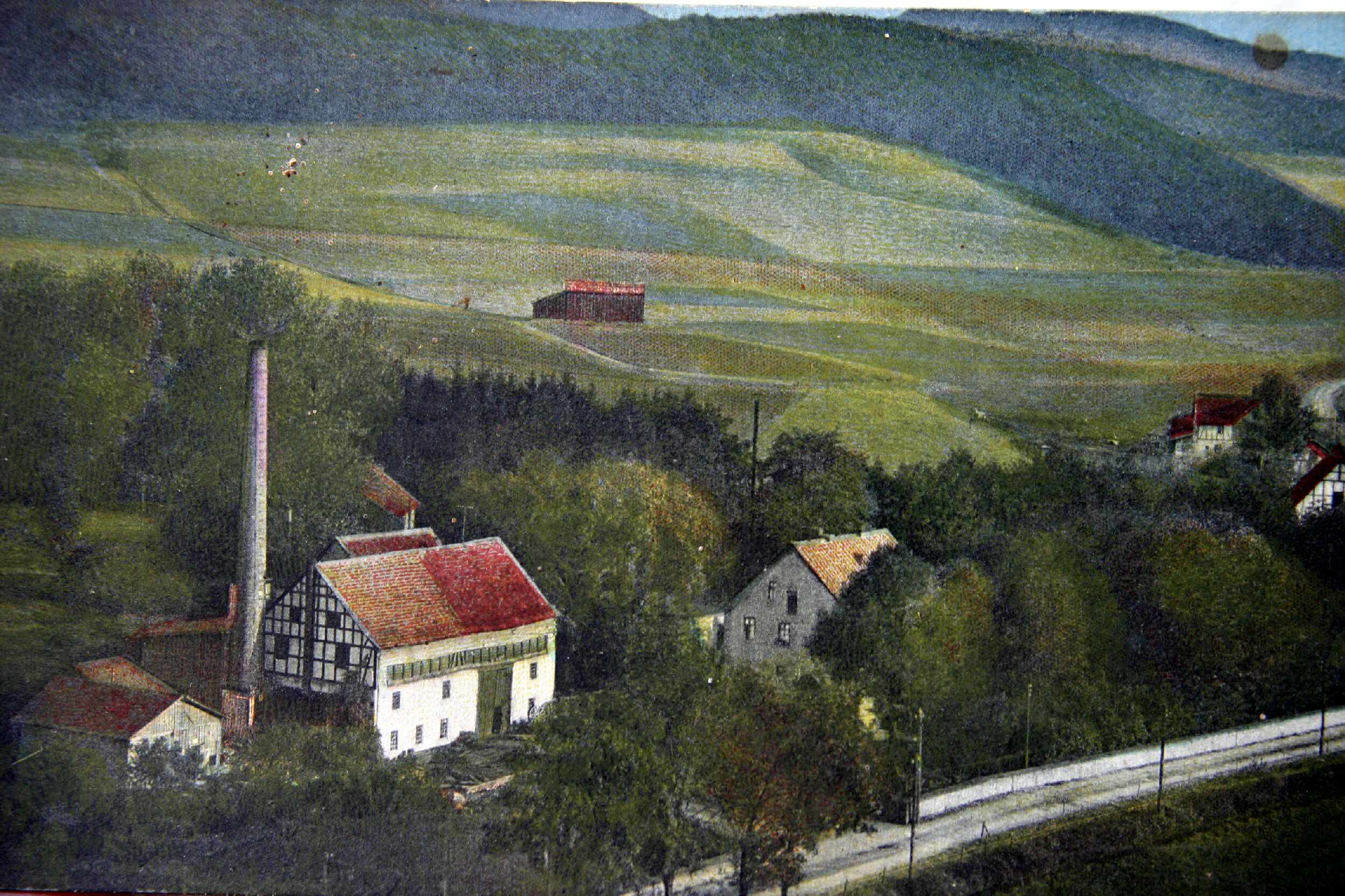
Trockenbrück: das Depot auf dem Gelände des Fabrikanten Hüttenhein

Die Bahn war 8,0 Kilometer lang und führte vom Bahnhof Grevenbrück aus über das damals noch selbstständige Förde (1930 mit Grevenbrück vereinigt), über Bonzel und über Bilstein nach Kirchveischede, die Endstation war beim Gasthaus Jägerhof. Neben dem Personenverkehr wurde bis Dezember 1907 zusätzlich auch Güterverkehr mit Oberleitungslastkraftwagen durchgeführt. Hauptkunde waren die Zigarrenfabriken in Kirchveischede, sie wurden mit Rohtabak beliefert. Ferner beförderte die Veischedetalbahn auch Post. Die zwei vorhandenen Personenwagen waren dabei baugleich mit den auf der Gleislosen Bahn Monheim–Langenfeld eingesetzten Fahrzeugen.
Betrieben wurde die Bahn nach dem so genannten „System Schiemann“, entwickelt vom sächsischen Unternehmen Gesellschaft für gleislose Bahnen Max Schiemann & Co. aus Wurzen. Unabhängig von der Strecke durch das Tal der Veischede existierte in Grevenbrück von 1903 bis 1907 auch ein reiner Oberleitungs-Lkw-Betrieb ohne Fahrgastbeförderung, die Kalkbahn Grevenbrück. Obwohl sich beide Strecken am Bahnhof Grevenbrück trafen, wurden die beiden Strecken weitgehend unabhängig voneinander betrieben.
Das Depot der Gleislosen lag abseits der eigentlichen Strecke, im heutigen Ortsteil Trockenbrück. Es befand sich auf dem Gelände des Fabrikanten Wilhelm Hüttenhein, der dort auch das notwendige Elektrizitätswerk betrieb. Um das Depot zu erreichen, musste die Bahn über die Lenne-Brücke fahren und auf die heutige Bundesstraße 55 in Richtung Elspe abbiegen. Nach 280 Metern mussten die Wagen dann ein weiteres Mal rechts abbiegen, um nach weiteren 100 Metern das Depot zu erreichen.